# Västerbottens södra domsagas valkrets
Västerbottens södra domsagas valkrets var i valen till andra kammaren 1884–1890 en egen valkrets med ett mandat. Valkretsen, som utgjordes av landskapet Ångermanlands nordligaste del och Västerbottens södra del med undantag för Umeå stad (som ingick i Luleå, Umeå, Piteå, Haparanda och Skellefteå valkrets fram till 1884 och från extravalet 1887 i Härnösands, Umeå och Skellefteå valkrets), avskaffades i valet 1893 och delades upp i Nordmalings och Bjurholms samt Degerfors tingslags valkrets samt Umeå tingslags valkrets.

## Riksdagsmän
- Gustaf Hæggström, nya c (1885–vårsessionen 1887)
- Johan Olof Ruthberg (höstsessionen 1887)
- Johan Andersson, gamla lmp (1888–1890)
- Anders Åström, gamla lmp (1891–1893)